# هاتف إريكسون دي بي أيج 1001

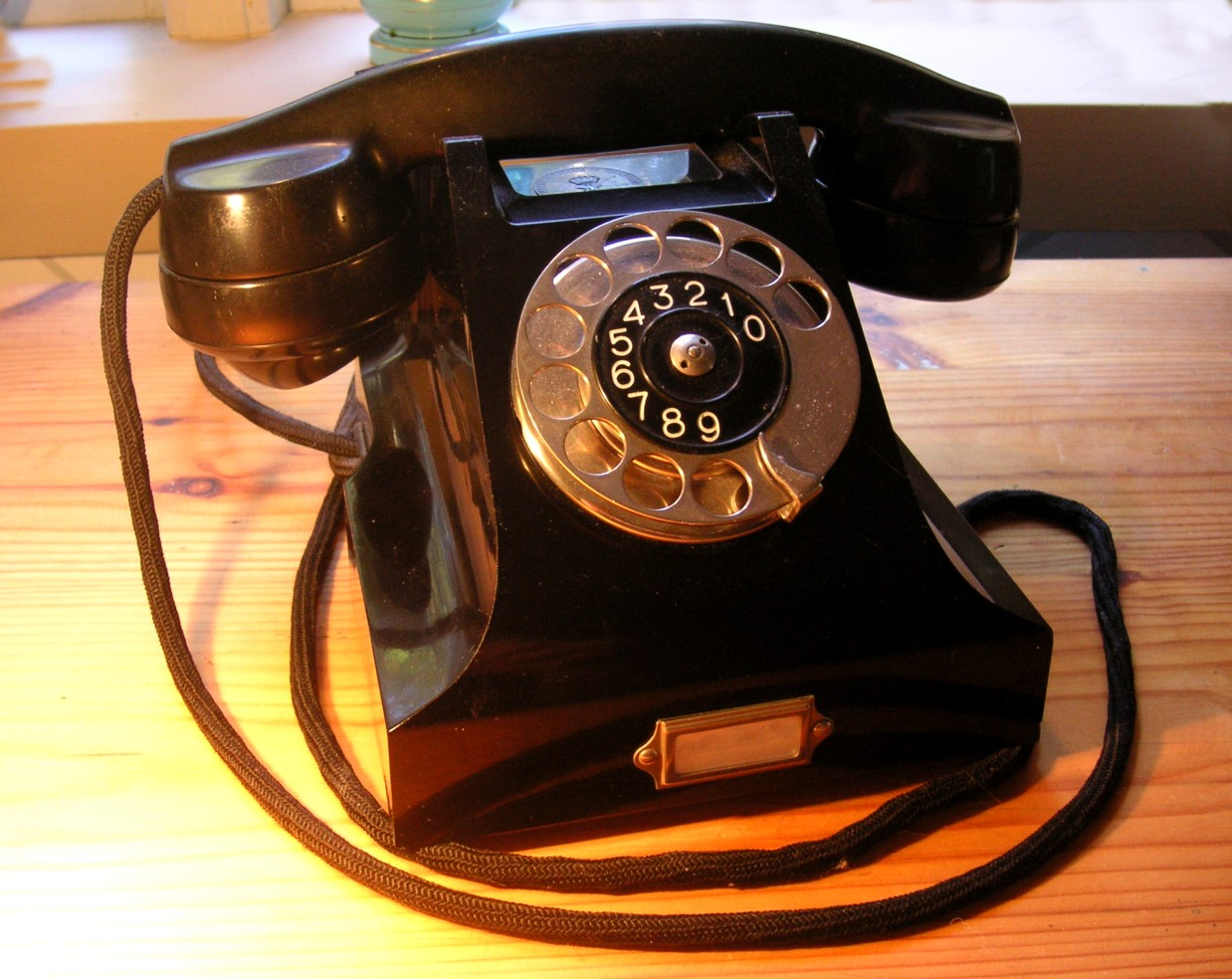
هاتف إريكسون الباكيليت عام 1931

هاتف إريكسون دي بي أيج 1001 (بالإنجليزية: Ericsson DBH 1001 telephone)‏ هو هاتف سويدي مصنوع من البوليمر الباكليت. تم إنتاجه لأكثر من ثلاثين عامًا بين عامي 1931 و 1962.

## معرض صور

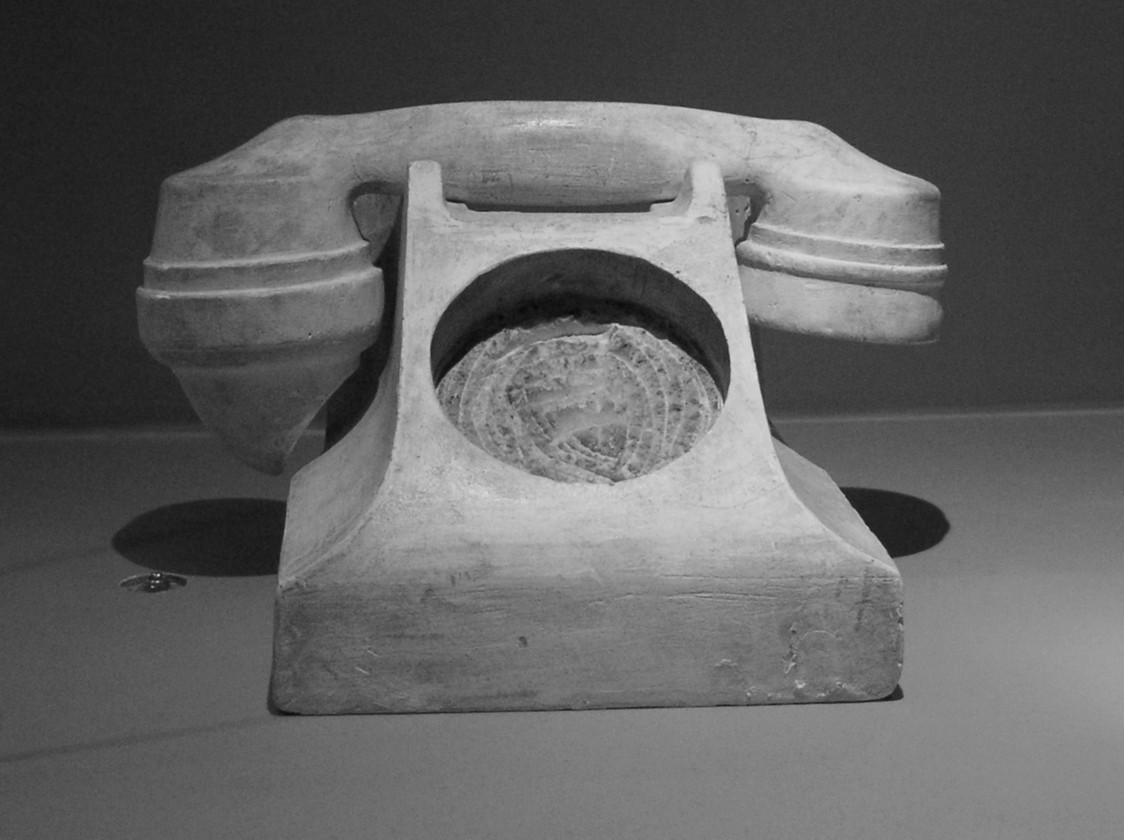
نموذج الطين 1930
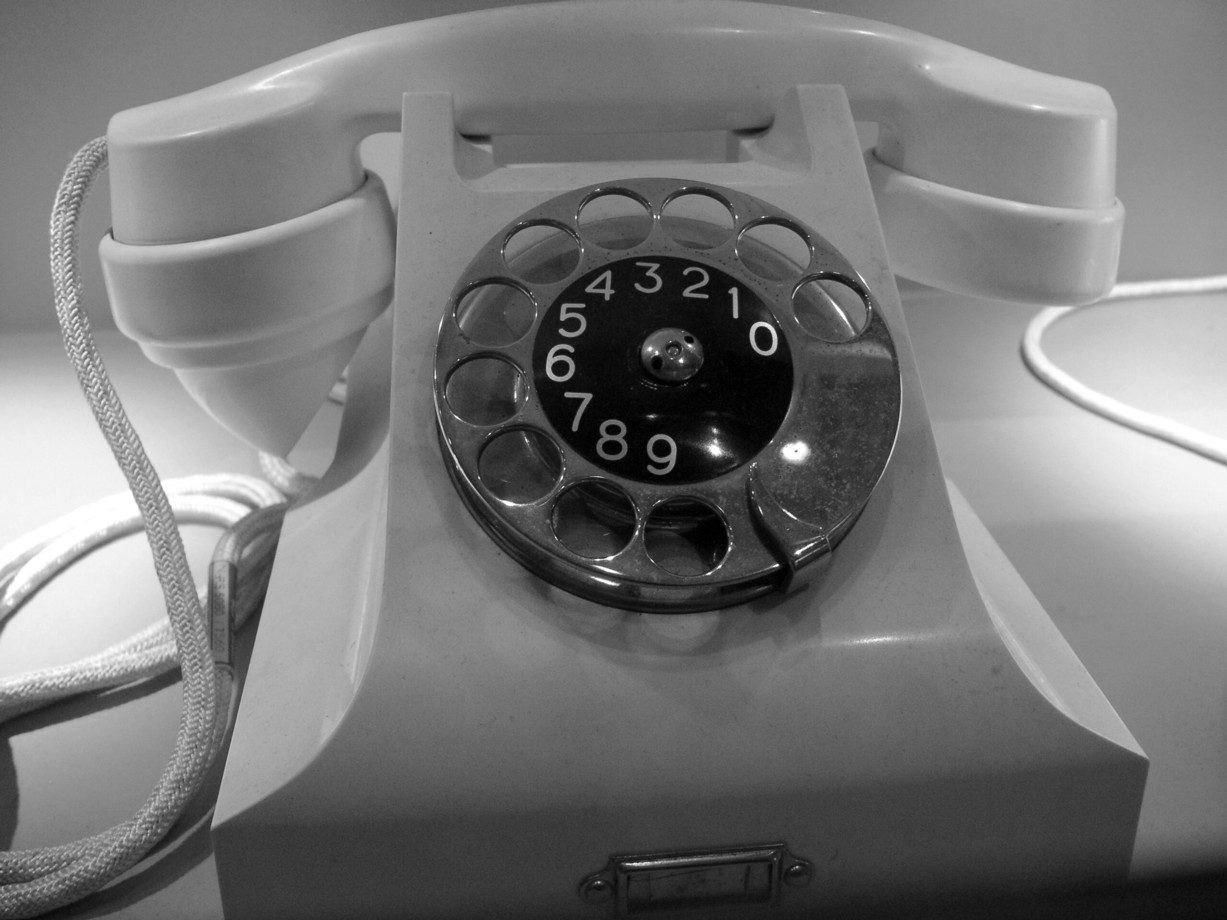
ميلامين أبيض 1935
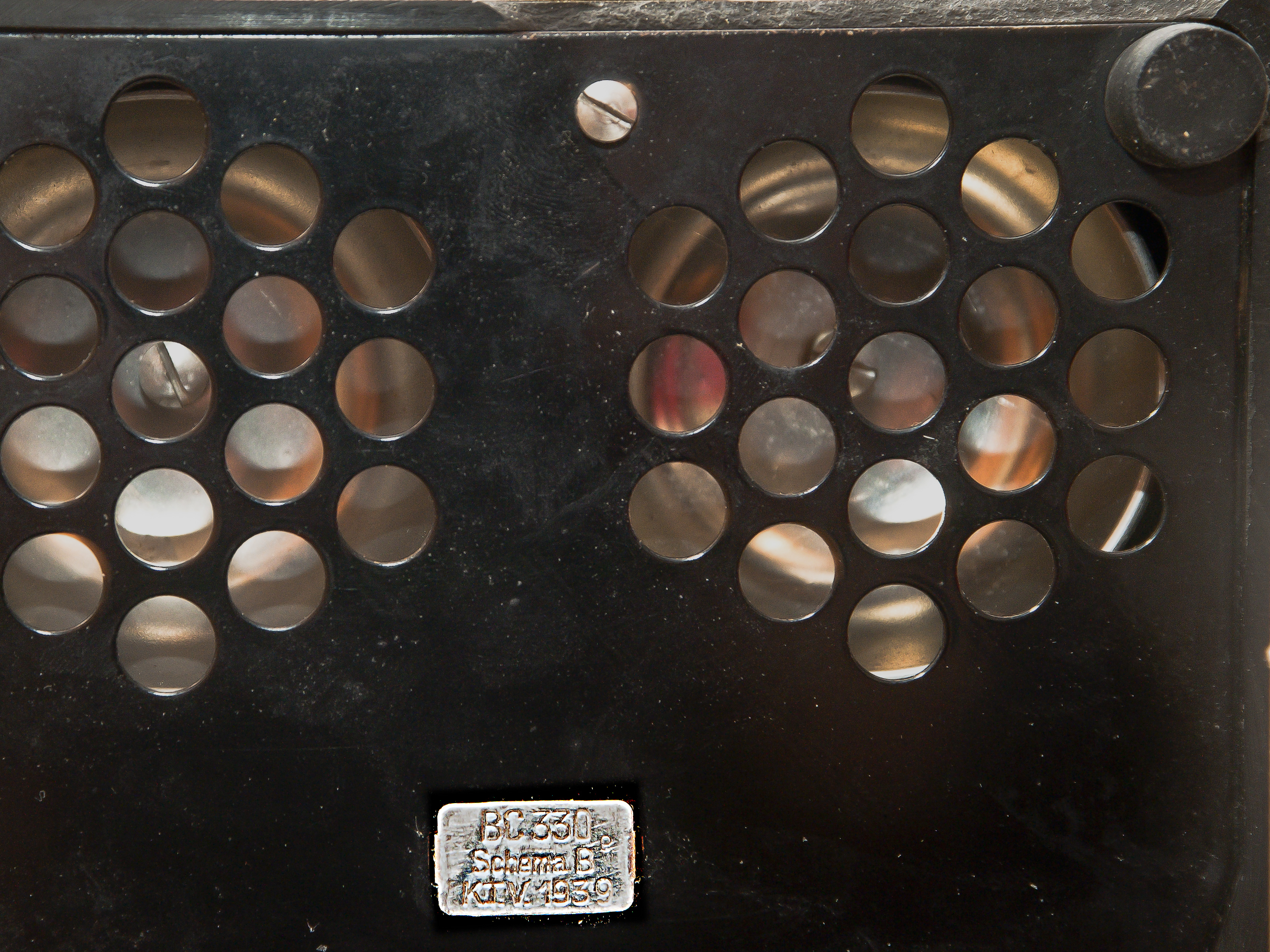
موديل (اللوحة السفلية) 1939
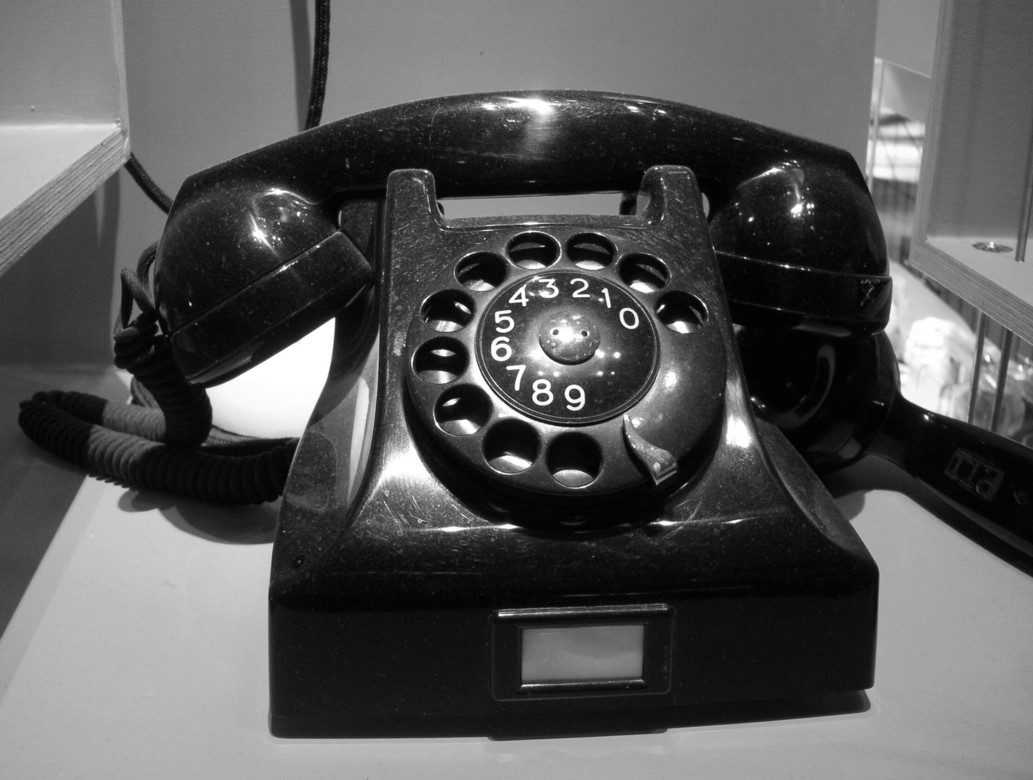
1947-1962
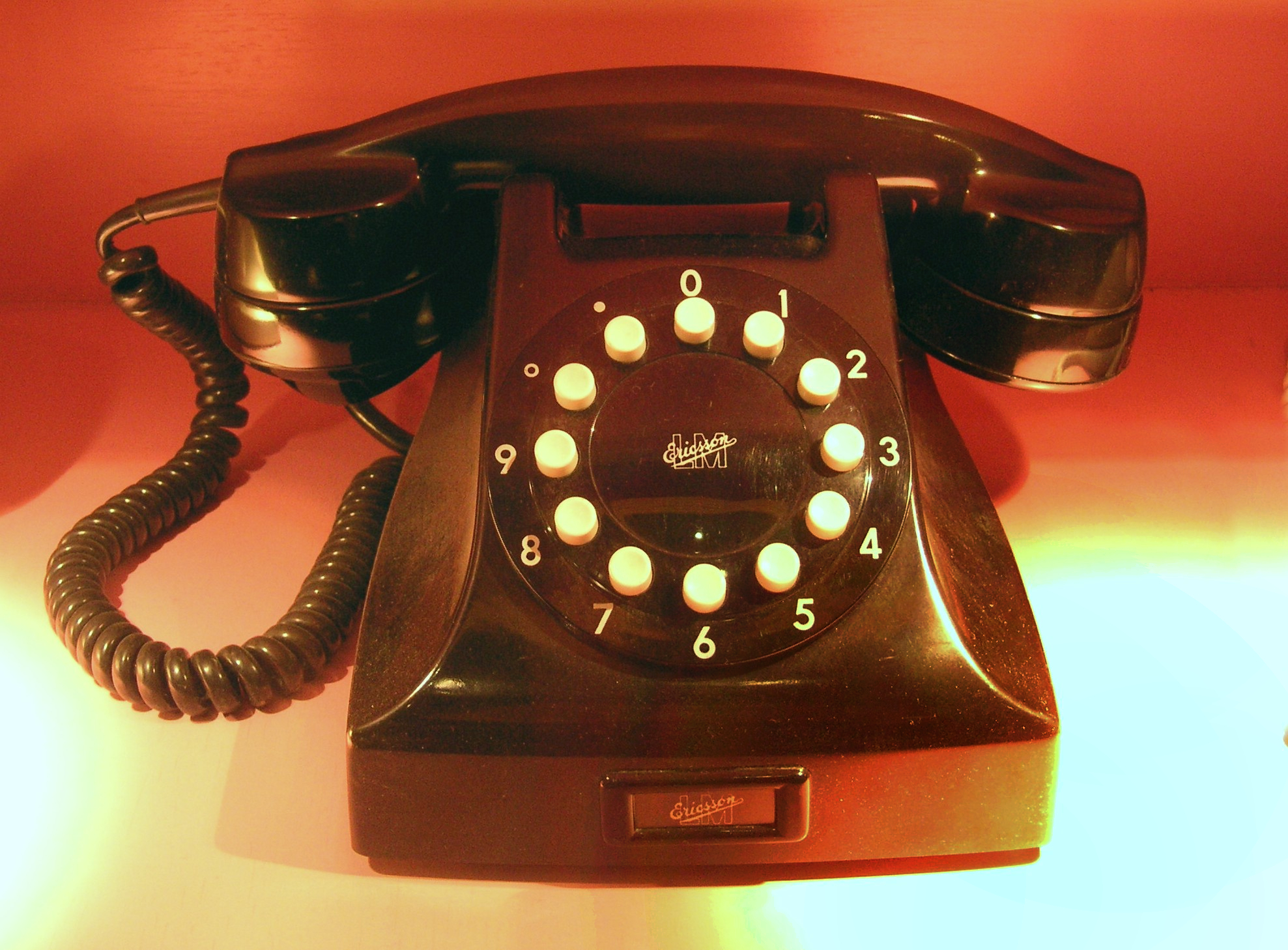